# 2002 (álbum de Dr. Dre)
2002 es un álbum de compilación del Dr. Dre de 2001.

## Lista de canciones
1. House Calls - 5:21 (Dr. Dre)
2. Rumours - 5:45 (Timex Social Club)
3. 8 Ball - 4:27 (N.W.A.)
4. Roaches - 5:04 (Bobby Jimmy and the Critters)
5. L.A. Is The Place - 4:28 (Eazy-E & Ron-De-Vu)
6. I Hate To Go To Work - 3:36 (Fila Fresh Crew)
7. The Coldest Rap - 6:38 (Ice-T)
8. The 2 Live - 3:30 (2 Live Crew)
9. Gang Bang- 3:52 (Dr. Dre)
10. Erotic City Rap - 6:29 (King MC & DJ Flash)
11. Tuffest Man Alive - 2:16 (Fila Fresh Crew)
12. The Hard Way - 4:32 (Fila Fresh Crew)
13. They Got A Badge On - 5:01 (Coda)
14. Ya Better Bring A Gun - 3:04 (King Tee)
15. Situation Hot - 4:32 (Arabian Prince)
16. Revenge Of The X-Men - 4:30 (The X-Ecutioners|X-Men)
17. Cabbage Patch- 4:13 (Dr. Dre)
18. Dog "N" The Wax - 5:26 (Ice-T)
19. Boyz-N-The Hood- 5:37 (Eazy-E)
20. Rough Cut - 4:28 (Kid Frost)
21. Horney Computer - 6:18 (World Class Wreckin' Cru)
22. Dope Man- 6:00 (N.W.A.)
23. The Innovator - 4:54 (Arabian Prince)
24. What I Like - 3:37 (2 Live Crew)
25. Your Life Is A Cartoon - 6:15 (Digital Underground)
26. Sweet- 4:36 (Dr. Dre)
27. Let's Jam - 5:39 (The Unknown DJ)
28. Playback's A Mutha- 4:40 (King Tee)
29. Drink It Up - 4:27 (Fila Fresh Crew)
30. Big Butt"- 3:55 (Bobby Jimmy and the Critters)
31. Rockberry Jam- 3:42 (LA Dream Team)
32. State Of Shock Rapp - 6:08 (King MC & DJ Flash)

- Datos: Q5651273